# ایکار ایر
ایکار ایر (به انگلیسی: Icar Air) یک شرکت هواپیمایی است که در ۱ آوریل ۲۰۰۰ میلادی تأسیس شده‌است. دفتر مرکزی ایکار ایر در توزلا، بوسنی و هرزگوین واقع شده‌است.